# 克里夫奇基
49°55′22″N 25°47′57″E / 49.92278°N 25.79917°E
克里夫奇基（烏克蘭語：Кривчики），是烏克蘭的村落，位於該國西部捷爾諾波爾州，由克列梅涅茨區負責管轄，始建於1525年，面積4平方公里，2022年人口650，人口密度每平方公里194.8人。